# Stefanie Dolson
Stefanie Dolson (ur. 8 stycznia 1992 w Port Jervis) – amerykańska koszykarka, występująca na pozycjach silnej skrzydłowej lub środkowej, reprezentantka kraju, aktualnie zawodniczka Sopron Basket, a w okresie letnim – New York Liberty w WNBA.
3 lutego 2022 dołączyła do New York Liberty. 15 lutego 2022 zawarła umowę z węgierski Sopronem Basket.

## Osiągnięcia

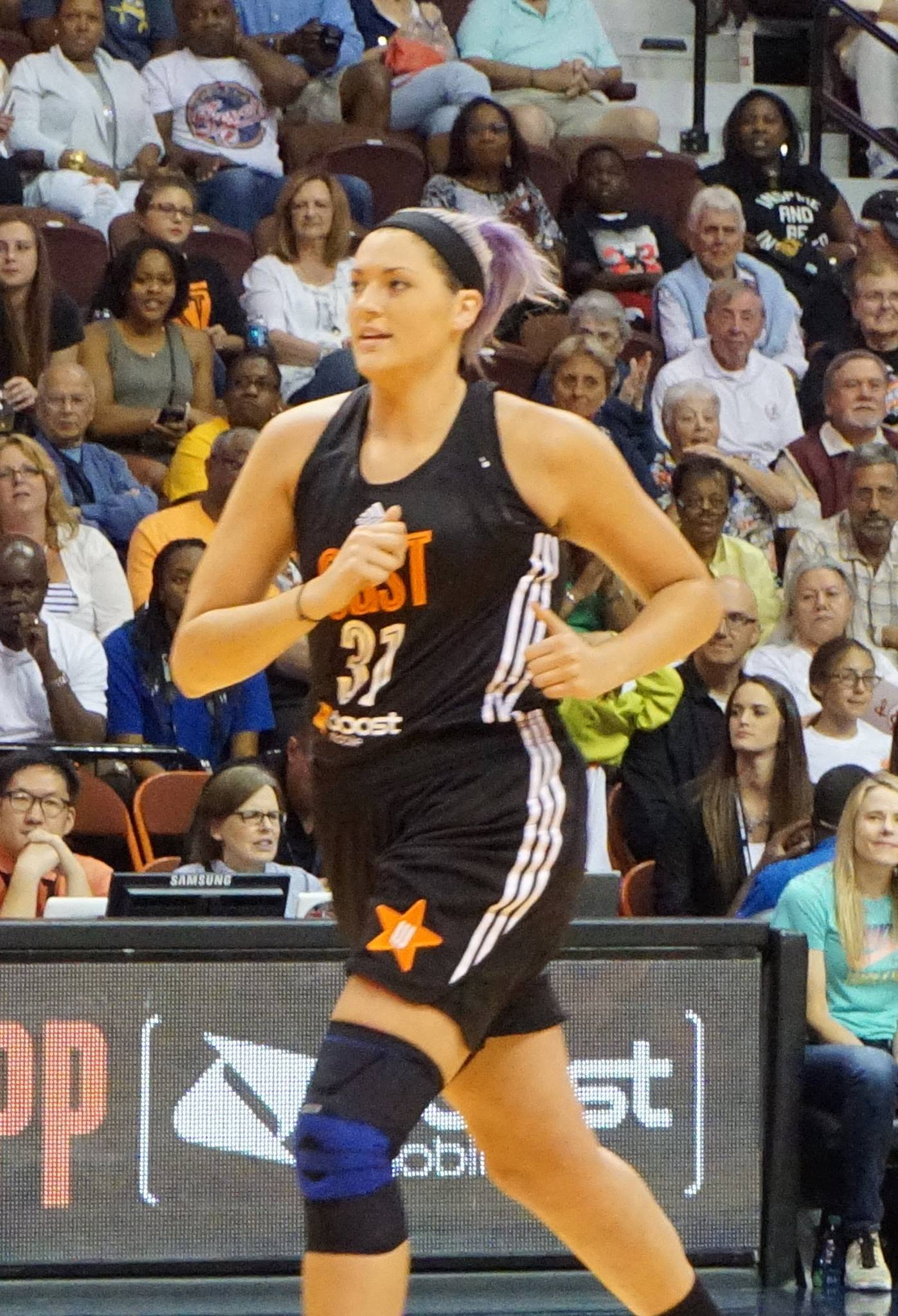
Dolson podczas meczu gwiazd WNBA 2015.

Stan na 1 lipca 2022, na podstawie, o ile nie zaznaczono inaczej.

### NCAA
- Mistrzyni:
  - NCAA (2013, 2014)
  - turnieju konferencji:
    - Big East (2011, 2012)
    - American Athletic Conference (AAC – 2014)

  - sezonu regularnego:
    - Big East (2011)
    - AAC (2014)
- Uczestniczka turnieju NCAA Final Four (2011–2014)
- Laureatka Senior Class Award (2014)
- Defensywna zawodniczka roku:
  - NCAA (2014 według WBCA)[7]
  - konferencji AAC (2014)
- Zaliczona do:
  - I składu:
    - All-American (2013 przez USBWA, WBCA/State, 2014 przez USBWA, WBCA/State)
    - konferencji:
      - Big East (2013)
      - AAC (2014)

    - turnieju:
      - NCAA (2014)
      - konferencji Big East (2011, 2012, 2013)
      - NCAA All-Kingston Regional (2012)
      - AAC (2014)

    - pierwszoroczniaczek konferencji Big East (2011)
    - defensywnego konferencji AAC (2014)

  - II składu All-America (2014 przez Associated Press)
  - składu honorable mention Big East (2012)
  - III składu All-America (2013 przez Associated Press)

### WNBA
- Mistrzyni WNBA (2021)
- Uczestniczka meczu gwiazd WNBA (2015, 2017)

### Drużynowe
- Mistrzyni:
  - Euroligi (2022)[8]
  - Węgier (2022)[9]
- Finalistka Pucharu Węgier (2022)[9]
- Uczestniczka rozgrywek Eurocup (2014–2016)

### Reprezentacja
- Mistrzyni:
  - Ameryki (2019)[10]
  - świata U–19 (2011)
  - Ameryki U–18 (2010)

3x3
- Mistrzyni olimpijska (2020)